# خوسيه لويس غارثي
خوسيه لويس غارثي (بالإسبانية: José Luis Garci، ولد في 20 يناير 1944، مدريد، إسبانيا) مخرج، كاتب سيناريو، ناقد، منشط تلفزي وكاتب إسباني. فاز بجائزة الأوسكار لأفضل فيلم بلغة أجنبية عام 1982. كما تم ترشيح أفلامه في ثلاث مناسبات أخرى لنفس الجائزة.

## روابط خارجية
- خوسيه لويس غارثي على موقع IMDb (الإنجليزية)
- خوسيه لويس غارثي على موقع الموسوعة البريطانية (الإنجليزية)
- خوسيه لويس غارثي على موقع ألو سيني (الفرنسية)
- خوسيه لويس غارثي على موقع تيرنر كلاسيك موفيز (الإنجليزية)
- خوسيه لويس غارثي على موقع أول موفي (الإنجليزية)
- خوسيه لويس غارثي على موقع قاعدة بيانات الأفلام السويدية (السويدية)
- خوسيه لويس غارثي على موقع قاعدة بيانات الفيلم (الإنجليزية)
- خوسيه لويس غارثي على موقع كينوبويسك (الروسية)